# León, Nikaragva
León je drugo največje mesto v Nikaragvi, takoj za Managuo. Ustanovili so ga Španci kot Santiago de los Caballeros de León, je glavno in največje mesto departmaja León. Od leta 2022 ima občina León ocenjeno število prebivalcev 213.718. Pod imenom León Santiago de los Caballeros so ga ustanovili Španci, po številu zgodovinskih kolonialnih rezidenc in cerkva pa se lahko z njim kosa le Granada. Leta 2005 je mesto imelo okrog 175,000 prebivalcev, to število pa precej naraste med univerzitetnim kolokvijem, ko tukaj prispe študenti iz vse Nikaragve.
Je ob reki Río Chiquito, okoli 90 kilometrov severozahodno od Manague in okoli 18 kilometrov vzhodno od pacifiške obale. León je že dolgo politično in intelektualno središče države in njegova Nacionalna avtonomna univerza Nikaragve (UNAN) je bila ustanovljena leta 1813, zaradi česar je druga najstarejša univerza v Srednji Ameriki. León je tudi pomembno industrijsko, kmetijsko in trgovsko središče Nikaragve, saj izvaža sladkorni trs, govedo, arašide, banane za kuhanje in sirek. Mesto je bilo dom številnih najznamenitejših pesnikov Nikaragve, vključno z Rubénom Daríom, Alfonsom Cortésom in Salomónom de la Selvo.

## Zgodovina
Prvo mesto z imenom León v Nikaragvi je leta 1524 ustanovil Francisco Hernández de Córdoba približno 30 kilometrov vzhodno od sedanjega mesta. Mesto je bilo zapuščeno leta 1610 po seriji potresov, ki jih je sprožil vulkanski izbruh. Ruševine tega mesta so znane kot León Viejo in so bile izkopane leta 1960. Leta 2000 je bil León Viejo vpisan za Unescov seznam svetovne dediščine.
León je bil glavno mesto Nikaragve že od kolonialnih časov. Torej, ko se je Nikaragva leta 1839 umaknila iz Združenih provinc Srednje Amerike, je León postal glavno mesto nove države. Nekaj let se je glavno mesto selilo sem ter tja med Leónom in mestom Granada. Liberalne administracije so dale prednost Leónu, medtem ko so konservativne administracije imele raje Granado, dokler kot kompromis, ki ga je predlagal takratni vrhovni direktor Nikaragve Fulgencio Vega, leta 1852 ni bilo dogovorjeno, da bo Managua stalna prestolnica.
Leta 1950 je imelo mesto León 31.000 prebivalcev. Nikaragovski predsednik Anastasio Somoza García je bil ustreljen in smrtno ranjen v Leónu 21. septembra 1956.

## Dediščina
León je bogat s spomeniki in zgodovinskimi kraji. Nekateri arhitekturni spomeniki so:
- Cárcel la 21 (Zapor 21) je bil zapor v soseski Leona v San Sebastianu. To je bil center za pridržanje, ki je poročal o političnih zapornikih in je bil simbol mučenja.[6] Gradnja se je začela leta 1910 in je bil prvič vseljen leta 1921.[7] Narodna junakinja Blanca Aráuz je bila zaprta v objektu med gverilskim uporom po konstitucionalistični vojni.[8] V času Somozinega režima so tu bili politični zaporniki in tisti, ki jih je »izginila« nacionalna garda. Fasada stavbe je bila uničena med spopadi med nacionalno gardo in sandinisti leta 1979. Od leta 2000 je zapor služil kot muzej umetnosti, ki privablja tudi obiskovalce, ki jih zanima grozljivo.
- Stolnica bazilika Marijinega vnebovzetja v Leonu, tipična kolonialna baročna stavba, zgrajena med letoma 1747 in 1814. Zaradi trdne, protipotresne konstrukcije so njeni zidovi prestali potrese, izbruhe vulkana Cerro Negro in bombardiranja med državljanskimi vojnami. Več topov je bilo postavljenih na streho med obleganjem mesta s strani konservativnih sil leta 1824 in med revolucijo leta 1979 proti predsedniku Anastasiu Somozi Debaylu.

Je največja stolnica v Srednji Ameriki in prvi škofovski sedež Nikaragve od leta 1531, zaradi česar je ena najstarejših škofij v Ameriki. V kriptah je pokopanih več slavnih osebnosti, kot je pesnik in diplomat Rubén Darío ob vznožju kipa sv. Pavla. Darío je bil vodilna osebnost pesniškega gibanja modernizma od poznih 1800 do zgodnjih 1900 in so ga literarne osebnosti špansko govorečega sveta razglasile za princa španskega pisanja. Druge slavne osebnosti, pokopane v stolnici, so pesnika Salomón de la Selva in Alfonso Cortés, oče neodvisnosti Nikaragve Miguel Larreynaga, klasični skladatelj in glasbenik José de la Cruz Mena ter več škofov.
Obstajajo številni predori, ki povezujejo stolnico z drugimi templji, ki so bili uporabljeni kot skrivališča ali poti za pobeg med napadi britanskih, nizozemskih in francoskih piratov. Vendar pa predori niso javno dostopni, saj so nekateri preurejeni v kanalizacijo. V zgodnjem 20. stoletju je prvi škof v Leonu in zadnji v Nikaragvi, nadškof Simeón Pereira y Castellón (isti, ki je vodil Daríov pogreb 13. februarja 1916) naročil granadskemu kiparju Jorgeju Navasu Cordoneru, naj izdela kip Device Marije za krono vrha fasade in dva para figur atlantov za podporo tramov, ki povezujejo osrednji zatrep z bočnima zvonikoma. Navas je izklesal tudi kipe dvanajstih apostolov v notranjosti, skupaj s stebri osrednje ladje, in leva na Darijevem grobu, ki spominja na leva iz Luzerna v Švici. Ustvaril je tudi več okraskov v notranjih stenah in zgradil kapelo tabernaklja.
- Cerkev Sutiava je najstarejša nedotaknjena cerkev v Leonu,[9] ki velja za glavni tempelj po stolnici. Gradnja se je začela leta 1698, med upravo magistrata Diega Rodrígueza Menéndeza, in je bila dokončana 24. avgusta 1710. Leta 1844, med vojno s Salvadorjem, je bila kupola stolpa uničena, vendar je bila v začetku 20. stoletja ponovno zgrajena. Ime cerkve se je prej črkovalo Subtiava ali Subtiaba, vendar je soseska uradno spremenila črkovanje v Sutiava, ker so ljudje verjeli, da sub pomeni, da je manjvredna.[10]
- Cerkev San Francisca je del samostana San Francisco, enega najstarejših v Nikaragvi, ki ga je leta 1639 ustanovil pater Pedro de Zúñiga. V notranjosti ostajata dva dobra primera plateresknih oltarjev. Vendar pa je njegova glavna atrakcija dvorišče. Zgrajeno v čistem, leonskem kolonialnem slogu, je to travnato prostranstvo s fontano iz klesanega kamna v središču, od katere štiri sevajoče sprehajalne poti, obdane z negovanimi limonovci, vodijo do okoliških portikov, kjer so nekateri stebri pokriti z rdečimi bugenvilijami. Proti jugu linija kraljevskih palm senči streho in dopolnjuje miren ansambel.
- Cerkev la Recolección, ki jo je 5. decembra 1786 začel graditi škof Juan Félix de Villegas, zahvaljujoč prispevkom župljanov. Njeno mehiško baročno pročelje velja za eno najpomembnejših v mestu. Notranjost vsebuje tudi enega najboljših baročnih oltarjev v mestu, poudarjenega s slikami in srebrnimi gravurami.
- Cerkev la Merced, leta 1762 so očetje mercedarijci zgradili prvi samostan in cerkev, ki pa sta bila kasneje porušena. V 18. stoletju je bila sedanja cerkev la Merced postavljena po risbah, ki so bile pripisane Mercedariu patru Pedru de Ávila, pod vodstvom gradbenega mojstra Pascuala Somarriba. Ob severni strani La Merceda je Paraninfo (nekdanji samostan Mercedarion), zgrajen v čudovito občutljivem baročnem slogu, ki je zdaj glavna upravna stavba UNAN.
- Cerkev el Calvario, fantazija tekstur in barv čistega leonskega baroka. Fasada je sestavljena iz osrednjega telesa, pobarvanega umazano rumeno z belimi obrobami, ki ga podpirajo beli polstebri. Zatrep vsebuje visoke reliefe Kristusovega pasijona. Oba bočna zvonika, pobarvana z burgundsko rdečo barvo in poudarjena z belimi žlebovi, sta sestavljena iz reliefov, ki predstavljajo opeko. Osrednje telo vsebuje osrednja rimsko obokana vrata, ki jih obrobljata dve manjši, ravni. Vsi so ločeni s stebri, na vrhu pa je friz, pokrit z belimi venci. Notranjost je prijetno mehka bela, da jih ohranja hladna v dolgih, vročih in suhih leonskih poletjih. Strop, prav tako bel, je poudarjen z rdečim in rumenim obrisom v obliki križev, listov in rož. Calvario, ki ga je zgradila slavna družina Mayorga, izvira iz prve polovice 18. stoletja in je eden od leonskih arhitekturnih draguljev na vzhodnem koncu Calle Real.
- Ruševine cerkve San Sebastián, zgrajene v poznem 17. stoletju kot kapela stolnice, je bila ena prvih verskih stavb v mestu. V poznem 18. stoletju jo je obnovil polkovnik Joaquín Arrechavala, leta 1979 pa je bila bombardirana med revolucijo. Ker je bila zgrajena iz opeke, je bila San Sebastián zlahka uničena, za razliko od drugih cerkva, zgrajenih iz opeke ali kamna, ki so prestale streljanje in bombardiranje.
- Cerkev Guadalupe, zgrajena v poznem 19. stoletju pod pokroviteljstvom očeta Villamila, ki je nadomestila puščavnico iz 18. stoletja, je preproste konstrukcije, v skladu s treznostjo frančiškanov.
- Cerkev Zaragoze z atrijem in stranskim hodnikom, njena gradnja se je začela v poznem 19. stoletju in končala sredi 20. stoletja s strani škofa Salmeróna; fasado je zasnoval dr. Francisco Mateo.
- Cerkev San Felipe, velika stavba, ki zavzema cel blok, je bila zgrajena leta 1685 za črnce in častilce mulatov. Leta 1859 je bil deležen obsežne razširitve, ki je dala današnjo obliko, medtem ko je bil stolp obnovljen leta 1983.
- Cerkev puščavnika sv. Petra, majhna stavba s tipično pozno, kolonialno arhitekturo 18. stoletja. Med letoma 1706 in 1718 jo je zgradil župan Bartolomé González Fitoria, in je nadomestila prvotno cerkev sv. Petra, ki je bila del sklopa štirih primitivnih puščavnic v Subtiavi.
- Cerkev San Nicolás Tolentino del Laborío, Filip III. Španski jo je naročil zgraditi leta 1618. Zgrajena je bila v zelo lahkem, kolonialnem baročnem slogu.
- Kapela Asunción, del istoimenske šole, jo je leta 1679 zgradil škof Andrés de las Navas y Quevedo in jo uporabljal kot škofovsko palačo. Kasneje so jo zasedle Matere Vnebovzete. Leta 1935 je bila podvržena večjim spremembam, ki so pripeljale do njenega sedanjega videza: mešanica zgodnjega kolonialnega baroka za stranska krila in neogotike za osrednjo kapelo.
- Stavba hotela Esfinge, ki jo je kot vrhunski hotel zasnoval nikaragovski arhitekt José María Ibarra.
- Hiša Esquivel, zgrajena v 19. stoletju, je pripadala očetu Marianu Dubónu. Arhitekturni detajli in okraski okoli hiše jo naredijo edinstveno stavbo v mestu. Zdaj pripada družini Esquivel in je kategorizirana kot rezidenca visokega razreda.
- Colegio de San Ramón, s simetrično fasado in renesančnimi vplivi, je bil večkrat obnovljen, potem ko so ga poškodovali potresi. Čeprav je bila zgodovinsko semeniška šola od leta 1600, je zdaj vključena v UNAN (Nacionalna avtonomna univerza Nikaragve).
- Mestna hiša, zgrajena leta 1935, je bila poškodovana med revolucijo leta 1979. Stavbo je v slogu art déco zasnoval arhitekt Marcelo Targa, zgrajena pa je bila med upravo takratnega predsednika Juana Bautiste Sacase. Gre za objekt pomembne arhitekturne vrednosti.

Druge pomembne stavbe in kraji so: obzidje pokopališča Guadalupe, most Guadalupe, muzej Debayle, škofijski arhiv, gledališče Mena, Posada Colonial (baročna stavba v obratovanju od leta 1823), stara železniška postaja, bolnišnica San Vicente in Podeželska hiša Subtiava.
Ruševine León Viejo, ruševine prvotnega mesta León, ki ga je leta 1610 pokopal izbruh vulkana Momotombo. Leta 1524 ga je ustanovil Francisco Hernández de Córdoba in je oddaljeno 30 kilometrov od sedanjega mesta León. To je območje svetovne dediščine in njegov ustanovitelj je pokopan tam, v kripti pod svojim kipom, skupaj z drugimi osebnostmi, vključno s Pedrariasom Dávilo, ki je naročil njegov atentat.
- Restavracija Sesteo v bližini stolnice in glavnega trga
- Stolnica bazilika Marijinega vnebovzetja v Leonu
- Cerkev El Calvario.
- Španski kolonialni dom
- Španski kolonialni dom
- Cerkev La Recolección
- El Calvario (notranjost)

## Geografija
León leži v obalnih nižinah severozahodne Nikaragve z vulkani in hribi osrednjega višavja, ki se vidijo na vzhodu. Povprečna letna temperatura je 27,9 °C, letna kumulativna količina padavin pa 1902 mm.
Geološke značilnosti v okolici Leona vključujejo:
- Plaža Poneloya, glavna turistična destinacija na Tihem oceanu.
- San Jacinto Swarms, geotermalno mesto ob vznožju vulkana Santa Clara, ki je del njegovih odprtin. Ta pojav je znan kot toplotno ostrenje temperaturnih kart kopenske površine na podlagi indeksa neprepustne površine.
- Vulkan Momotombo je s svojim 1300 m visokim vrhom vizualna referenca v leónski pokrajini. Ob njegovem vznožju leži León Viejo. Ime Momotombo je indijanska beseda za 'Veliki goreči vrh'. Ob vznožju je geotermalna elektrarna.
- Vulkan Cerro Negro, eden najmlajših na svetu (1850), je večkrat prizadel mesto León in njegovo okolico, odkar se je rodil z dolgimi, v nebo sekajočimi in uničujočimi padavinami pepela, nazadnje leta 1995.

## Znani prebivalci
- José de la Cruz Mena, največji nikaragovski klasični skladatelj (1874–1907).
- Azarías Pallais, eden največjih nikaragovskih književnikov (1884–1954).
- Alfonso Cortés, drugi najbolj znani nikaragovski pesnik po Rubénu Daríu (1893–1969).
- Salomón de la Selva, pesnik, pisatelj in diplomat, prevajalec Whitmanovih del v španščino (1893–1959).
- Antenor Sandino, največji metafizični pesnik (1899–1969).
- Anastasio Somoza Debayle, nikaragovski predsednik (1967-1972, 1974-1979); odstavljen s strani sandinistov
- Enrique Bermúdez, vodja nikaragovskih Konter (1932–1991).

## Pobratena mesta
| - Hamburg, Nemčija - Oxford, Združeno kraljestvo - Gettysburg, Pensilvanija, ZDA - New Haven, Connecticut, ZDA - Minnesota, ZDA - Utrecht, Nizozemska - Raleigh, ZDA | - Lund, Švedska - Alicante, Španija - Janesville, Wisconsin, ZDA - León, Mehika - Salzburg, Avstrija |